# Jon Knolle
Jon Knolle, né le 11 septembre 1999 à Unna, est un coureur cycliste allemand.

## Biographie
Jon Knolle est originaire d'Unna, une commune située en Rhénanie-du-Nord-Westphalie. Il prend sa première licence cycliste en 2012 au RSV Unna 1968, un club situé sur ses terres natales,. 
En 2016, il devient champion d'Allemagne du contre-la-montre par équipes juniors, avec ses coéquipiers du Rose Team NRW. L'année suivante, il remporte de nouveau ce titre. Il rejoint ensuite l'équipe continentale Sauerland NRW p/b SKS Germany en 2018 pour ses débuts espoirs. 
Après deux saisons sans résultats notables, il finit sixième du prologue du Sibiu Cycling Tour en juillet 2020. En 2021, il se distingue au niveau international en terminant troisième du Trofeo Alcide Degasperi et du Chrono des Nations espoirs, ou encore neuvième du Tour de Drenthe. Il se classe par ailleurs troisième du championnat d'Allemagne du contre-la-montre espoirs. 
En 2022, il est sacré champion d'Allemagne du contre-la-montre par équipes, avec plusieurs de ses coéquipiers. Il gagne également deux courses nationales allemandes, et s'impose au classement final de la Rad-Bundesliga (de).

## Palmarès et résultats

### Palmarès sur route
- 2016
  -  Champion d'Allemagne du contre-la-montre par équipes juniors
- 2017
  -  Champion d'Allemagne du contre-la-montre par équipes juniors
- 2021
  -  Champion d'Allemagne du contre-la-montre par équipes
  - 3e du Trofeo Alcide Degasperi
  - 3e du championnat d'Allemagne du contre-la-montre espoirs
  - 3e du Chrono des Nations espoirs
- 2022
  - Rad-Bundesliga (de)
  - 3e du Tour de Sebnitz
- 2024
  - 2e du Grand Prix de Buchholz
- 2025
  - 2e du Kirschblütenrennen

### Classements mondiaux
| Année                                 | 2021 | 2022  | 2023  |
| ------------------------------------- | ---- | ----- | ----- |
| Classement mondial                    | 624e | 1936e | 2765e |
| UCI Europe Tour                       | 501e | 1245e | nc    |
|                                       |      |       |       |
| Légende : nc = non classéSource : UCI |      |       |       |

### Palmarès sur piste
- 2016
  - 2e du championnat d'Allemagne de poursuite par équipes juniors
- 2022
  - 3e du championnat d'Allemagne de poursuite par équipes